# Sphaerosoma
Sphaerosoma — рід грибів родини Pyronemataceae. Назва вперше опублікована 1839 року.